# Naissaar
Naissaar (en sueco: Nargö) es una isla perteneciente a Estonia. La isla se encuentra localizada en el golfo de Finlandia, ubicada a 8,5 km frente a la costa de la Estonia continental. Administrativamente, la isla pertenece al municipio (vald) de Viimsi, en el condado de Harjumaa. Hasta la Segunda Guerra Mundial, la isla albergaba unos 450 habitantes suecos. Bajo el régimen soviético la isla albergaba un área militar cerrada al público. Actualmente, la isla alberga 10 habitantes permanentes (2005). La isla ocupa una superficie de 18,6 km².
La isla alberga un parque natural. Las coordenadas de Naissaar son: 59°33′48″N 24°30′55″E / 59.56333, 24.51528.

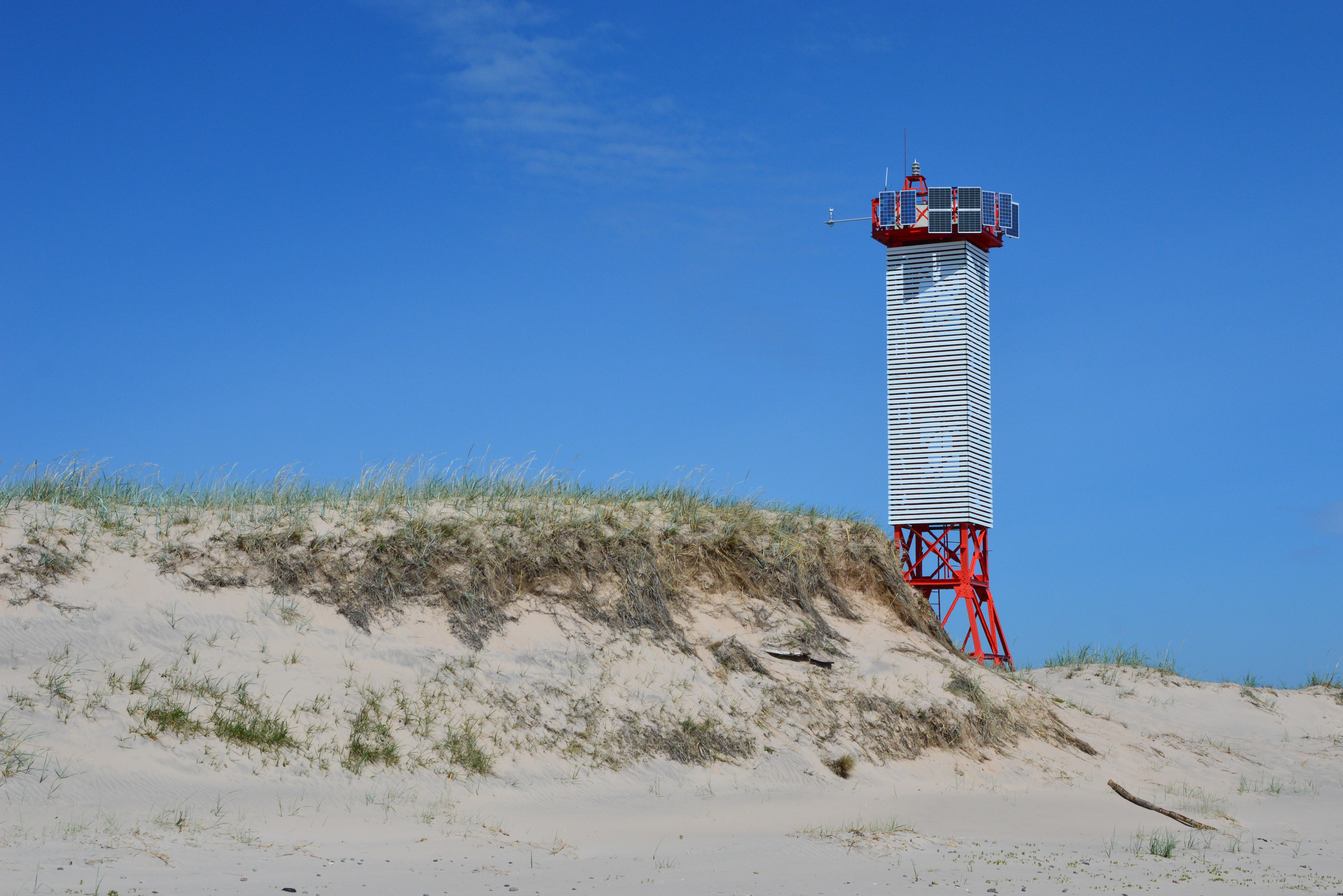
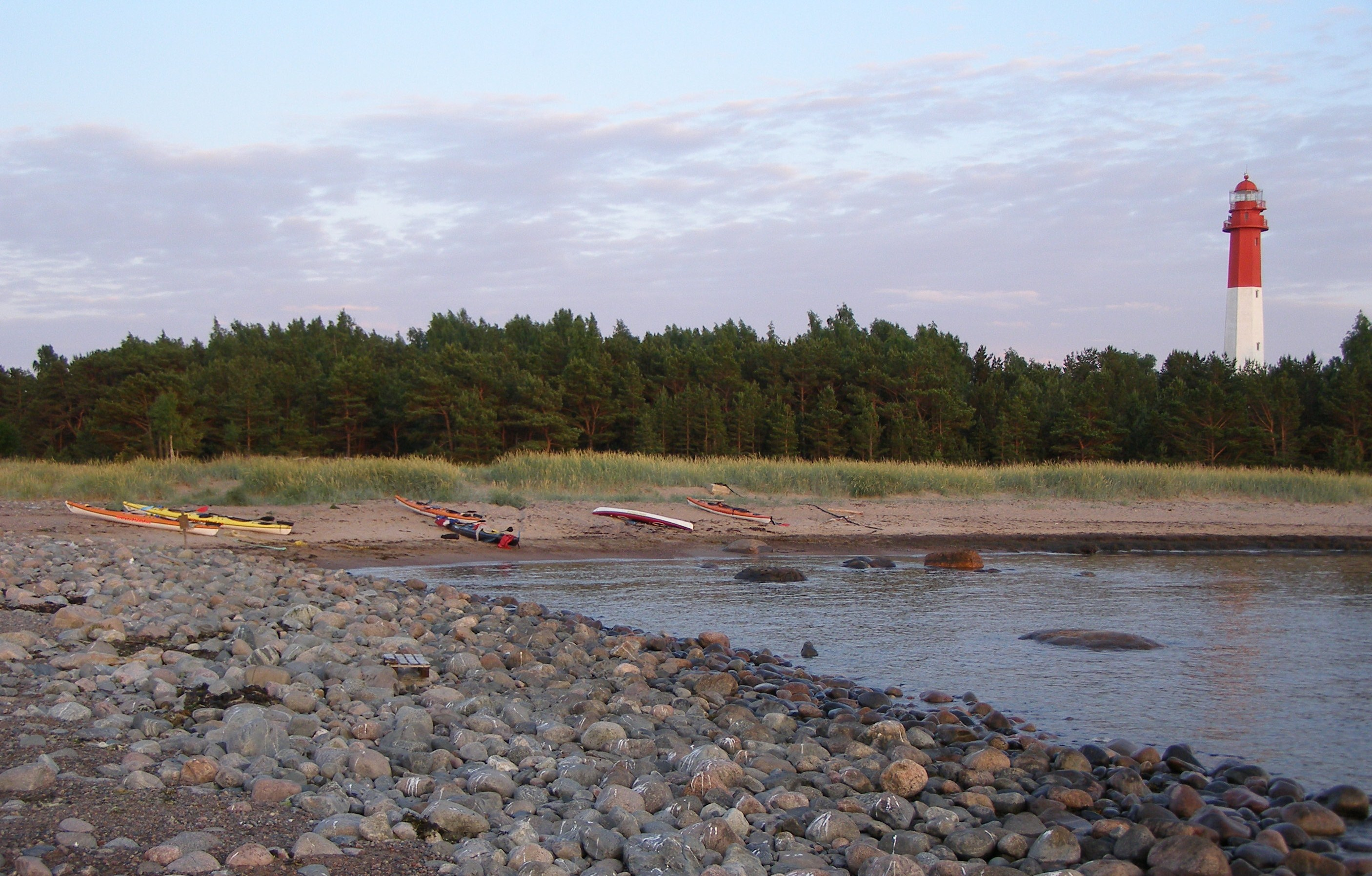
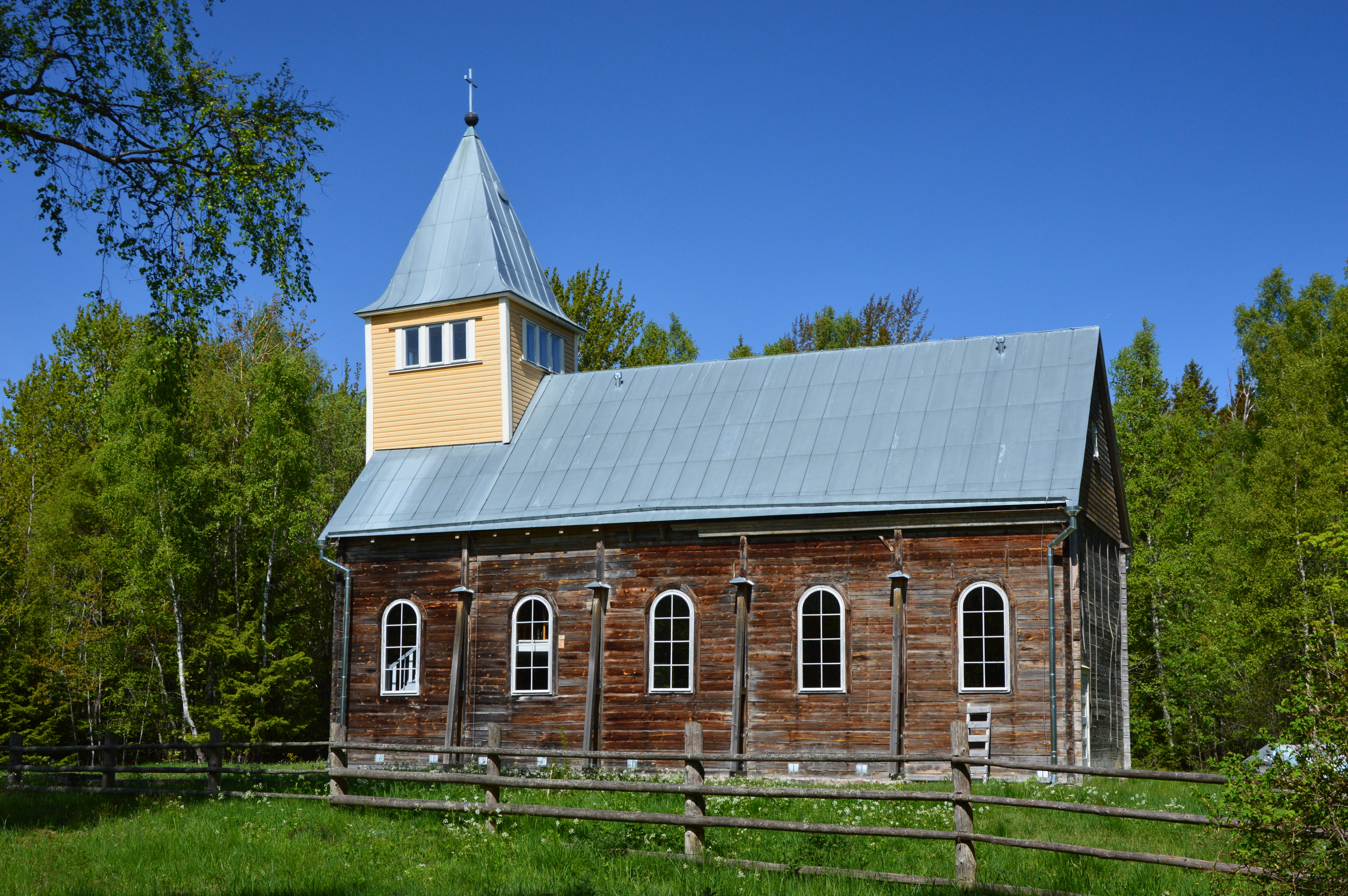
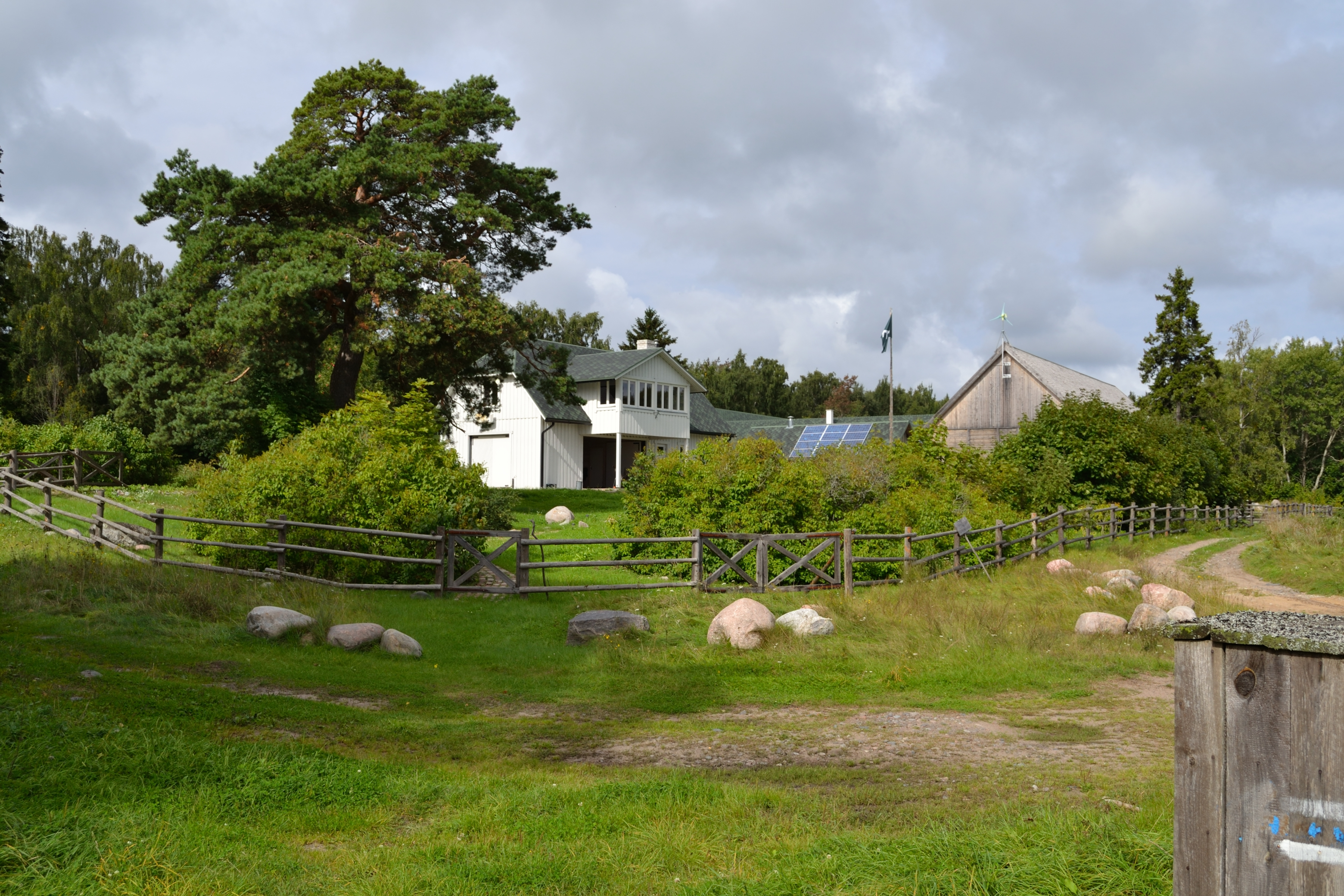